# Louis Massebieau
Jean Adolphe Massebieau, dit Louis Massebieau (12 juin 1840 à Nîmes - 22 septembre 1904 à Charenton-le-Pont), est un historien et théologien protestant français.
Il fut professeur adjoint à la Faculté de théologie protestante de Paris et maître de conférences à l'École pratique des hautes études.
Sa fille Louise Compain se distingue comme écrivaine et féministe.

## Principaux ouvrages
- Le Traité de la vie contemplative et la question des thérapeutes (1888)
- L'Épître de Jacques est-elle l'œuvre d'un chrétien ? (1895)
- Les Colloques scolaires du seizième siècle et leurs auteurs : 1480-1570 (1878, réédition :  1973).
- Essai sur la chronologie de la vie et des œuvres de Philon (avec Émile Bréhier) (1906)